# Туне (река)
Туне (нем. Thune) — река в Германии, правый приток Липпе, протекает по земле Северный Рейн-Вестфалия. В верхнем течении носит название Strothe.
До 1989 года длина реки составляла 22,38 км, а площадь бассейна была 67,995 км². Затем на реке Липпе в районе впадения Туне был сооружён пруд Сандер-Липпе (Sander-Lippe), который сильно ухудшил качество воды и в 2005 году Липпе была отделена от пруда дамбой, а Туне продолжает течь через пруд, из-за чего её длина до впадение в Липпе увеличилась до 24,5 км, а площадь бассейна возросла до 90,657 км².